# Júlia Creus Garcia
Júlia Creus García (n. Tarragona, 14 de febrero de 1994) es una actriz española, conocida por el papel de Mònica De Villamore en la popular serie de TV3 Merlí.

## Biografía
Desde los 6 años formó parte del equipo de Gimnasia Rítmica del Nàstic de Tarragona, tras varios años como gimnasta de élite y con varias medallas en campeonatos nacionales, dejó la gimnasia para emprender su carrera de ballet clásico y contemporáneo. A los 16 años empezó su formación como actriz en la escuela Eòlia, de Barcelona. En ese mismo año, 2009, debuta en la serie Ventdelplà.
Desde entonces continúa con su formación artística, también en el ámbito del teatro musical, gracias a la cual en 2013 interpreta uno de los personajes principales en la función Boig per Tù, basado en éxitos del grupo catalán SAU, cosechando un enorme éxito durante dos temporadas consecutivas en el teatro BARTS de Barcelona.
En 2017, interpreta a Mrs. Ethel Rogers en la función Y no quedará ninguno, basada en la obra de Agatha Christie "10 Negritos" en el Teatro Apolo de Barcelona, colgando el cartel de "no hay Billetes" en numerosas representaciones a lo largo de la temporada.
En el año 2015 forma parte del reparto de la serie de televisión Merlí, emitida por el canal internacional Netflix y la televisión autonómica catalana en su canal TV3, interpretando el personaje de "Mónica de Villamore" durante las 3 temporadas que la componen. La serie supone un éxito rotundo de audiencia entre el público adolescente a nivel mundial.
Es pareja del piloto de rallys "Cohete" Suárez, con quien reside en Asturias desde 2020.

## Filmografía
- Tres bodas de más como MARTA. (actriz y especialista)
- Ahora o nunca como doble de acción de Alicia Rubio
- Los últimos días como actriz de reparto / especialista de acción.
- Ismael como actriz de reparto.
- "In The Box" (shortfilm)
- "A Look to the Past" (shortfilm), (actriz y guionista).

## Televisión
- Merlí
- Centro Médico
- Ventdelplà
- Boca Norte

## Teatro
- Y no quedará ninguno. Dirigido por Ricard Reguant. Teatre Apolo de Barcelona.
- Salta Conmigo, Microteatro de Barcelona, Texto de Octavi Pujades
- Boig Per Tú, el musical. Dirigido por Ricard Reguant y Pep Sala.

## Premios y candidaturas
| Año  | Grupo                       | Premio             | Resultado | Título del Trabajo |
| ---- | --------------------------- | ------------------ | --------- | ------------------ |
| 2016 | 48H Film Project Awards LA. | Mejor guion        | Candidata | A Look To The Past |
| 2015 | 48H Film Project Awards LA. | Mejor Actriz       | Ganadora  | In The Box         |
| 2014 | Premios Continuará TVE      | Mejor Musical      | Ganadora  | Boig Per Tu        |
| 2005 | Premios ciudad de Tarragona | Deportista del año | Ganadora  | Conjunto GR Nastic |

- Datos: Q27818208
- Multimedia: Júlia Creus / Q27818208